# Obermühle (Rothenburg ob der Tauber)
Obermühle ist ein Gemeindeteil der Großen Kreisstadt Rothenburg ob der Tauber im Landkreis Ansbach (Mittelfranken, Bayern). Obermühle liegt in der Gemarkung Bettenfeld.

## Geographie
Die Einöde liegt an der Schandtauber. Ein Anliegerweg führt nach Bettenfeld zur Kreisstraße AN 6 (0,3 km südwestlich).

## Geschichte
Die Obermühle wurde 1383 erstmals urkundlich erwähnt. Sie lag im Fraischbezirk der Reichsstadt Rothenburg. Gegen Ende des 18. Jahrhunderts wurde sie als unterschlächtige Mühle mit zwei Mahlgängen und einem Gerbgang beschrieben.
Mit dem Gemeindeedikt (frühes 19. Jahrhundert) wurde Obermühle dem Steuerdistrikt Lohr und der Ruralgemeinde Bettenfeld zugeordnet. Im Zuge der Gebietsreform in Bayern wurde Obermühle am 1. Mai 1978 nach Rothenburg eingemeindet.

### Baudenkmal
- Haus Nr. 25: Ehemalige Wassermühle mit Scheune[8]

### Einwohnerentwicklung
| Jahr      | 001818 | 001840 | 001861 | 001871 | 001885 | 001900 | 001925 | 001950 | 001961 | 001970 | 001987 |
| Einwohner | 8      | 10     | 5      | 3      | 7      | *      | *      | *      | 7      | *      | *      |
| Häuser    | 1      | 1      |        |        | 1      | *      | *      | *      | 1      |        | *      |
| Quelle    | [ 10 ] | [ 11 ] | [ 12 ] | [ 13 ] | [ 14 ] | [ 15 ] | [ 16 ] | [ 17 ] | [ 18 ] | [ 19 ] | [ 1 ]  |

## Religion
Der Ort ist seit der Reformation evangelisch-lutherisch geprägt und bis heute nach St. Wendel und Hl. Kreuz (Bettenfeld) gepfarrt. Die Einwohner römisch-katholischer Konfession sind nach St. Laurentius (Gebsattel) gepfarrt.